# الخاندرو پرز
الخاندرو پرز (انگلیسی: Alejandro Pérez؛ زادهٔ ۲ سپتامبر ۱۹۸۹) ورزشکار هنرهای رزمی ترکیبی اهل مکزیک است. وی از سال ۲۰۰۵ میلادی تاکنون مشغول فعالیت بوده‌است.